# هارمون جونز
هارمون جونز (انگلیسی: Harmon Jones؛ ۳ ژوئن ۱۹۱۱ – ۱۰ ژوئیه ۱۹۷۲) کارگردان و تدوین‌گر اهل کانادا بود.